# Gradey Dick
Gradey Dick (* 20. November 2003 in Wichita) ist ein US-amerikanischer Basketballspieler.

## Werdegang
Dick war als Jugendlicher Mitglied der Basketballmannschaft der Wichita Collegiate School und von 2020 bis 2022 der ebenfalls im US-Bundesstaat Kansas ansässigen Sunrise Christian Academy. Zweimal erhielt er in Kansas die Auszeichnung als Spieler des Jahres. Er verbrachte eine Saison an der University of Kansas, war 2022/23 mit 83 getroffenen Dreipunktwürfen innerhalb der Mannschaft führend und kam auf einen Mittelwert von 14,1 Punkten je Begegnung. Dick studierte im Hauptfach Kommunikationswissenschaft.
Ende März 2023 gab er seinen Entschluss bekannt, ins Profilager zu wechseln. Die Toronto Raptors, einzige kanadische Mannschaft der National Basketball Association (NBA), sicherten sich im Juni 2023 beim Draftverfahren Dicks Dienste.

## Karriere-Statistiken

### NBA

#### Reguläre Saison
| Saison  | Team    | GP | GS | MPG  | FG % | 3P % | FT % | RPG | APG | SPG | BPG | PPG |
| ------- | ------- | -- | -- | ---- | ---- | ---- | ---- | --- | --- | --- | --- | --- |
| 2023–24 | Toronto | 60 | 17 | 21.1 | .425 | .365 | .863 | 2.2 | 1.1 | 0.6 | 0.0 | 8.5 |
| Gesamt  | Gesamt  | 60 | 17 | 21.1 | .425 | .365 | .863 | 2.2 | 1.1 | 0.6 | 0.0 | 8.5 |